# Montepríncipe
Montepríncipe è una stazione della linea ML3 della metropolitana di Madrid.
Si tratta dell'unica stazione sotterranea della linea oltre alla stazione di Colonia Jardín, sebbene, a differenza di quest'ultima, si trovi a cielo aperto tra due gallerie che passano sotto le strade M-40 e M-501, perpendicolare alla Avenida che le dà il nome, nel comune di Alarcón.

## Storia
È stata inaugurata il 27 luglio 2007 insieme alle altre stazioni della linea.